# Trastorn de conducta
El trastorn de conducta és una alteració del comportament, que sovint es diagnostica durant la infantesa. Es caracteritza per un comportament antisocial que viola els drets de les altres persones, les normes i les regles adequades per a l'edat. Alguns dels comportaments que es poden citar són la irresponsabilitat, el comportament transgressor, la violació dels drets aliens, p. ex. furts, l'agressió física als altres. Aquests comportaments a vegades es poden presentar junts, encara que també en pot aparèixer un sense anar acompanyat dels altres.
Els Trastorns de conducta no són una entitat simple, sinó el resultat de la interacció de diferents tipus de vulnerabilitat psicobiològica i de molts tipus diferents d'estrès ambientals. Des de la bioquímica s'assenyala el problema de l'autoregulació del sistema nerviós autònom i, problemes del metabolisme de les substàncies noradrenèrgiques, que estarien implicades en la manifestació d'agressivitat. Els factors ambientals són importants en els infants amb Trastorn de Conducta: els abusos i el maltractament s'apunten com a factors d'alt risc. Les mancances afectives severes en la infància apunten cap al mateix sentit. Finalment assenyalar la influència dels models inadequats (pares delinqüents, maltractadors, alcohòlics, etc).

## Causes
Són molts els factors que contribueixen al desenvolupament d'aquest trastorn. Els exàmens neuropsicològics indiquen que els nens i adolescents que presenten aquest trastorn tenen afectat el lòbul frontal del cervell, fet que interfereix en la capacitat de planificar, evitar riscos, aprendre de les experiències negatives. Es considera que el temperament dels infants té origen genètic. Els nens i adolescents de caràcter difícil tenen més probabilitat de desenvolupar aquests trastorns de comportament. Els que provenen d'entorns en desavantatge, desestructurats o desorganitzats tenen més possibilitats de desencadenar aquest trastorn. Se sap que els problemes socials i el rebuig per part dels companys contribueixen a la transgressió. Existeix també una relació entre el baix nivell socioeconòmic i els trastorns de conducta.

## Característiques[2]bàsiques
- Transgressió de les normes socials.
- Agressivitat.
- Impulsivitat.
- Absència de sensibilitat als sentiments dels altres.
- Caràcter manipulador.
- Permanència en el temps de les conductes.
- Manca de resposta als premis i el càstig.
- Caràcter inapropiat per a la seva edat.

## Diagnosi
En general, els trastorns de conducta són diagnosticats per psiquiatres especialitzats en infants o altres professionals de la salut mental. Una història detallada del comportament del nen o nena per part dels pares i mestres, observacions clíniques del seu comportament i, algunes vegades, un examen psicològic contribueixen a realitzar el diagnòstic.

## Problemes[3]psicològics més freqüents durant la infància
Els problemes psicològics infantils es poden classificar en dues grans categories:
- Problemes emocionals i de comportament: trastorns per angoixa de separació, fòbies escolars, evitació, retraïment, aïllament, ansietat en diverses formes de manifestació, trastorns de l'ànim com la depressió infantil, enuresis i encopresis (incontinència urinària i anal respectivament), trastorns adaptatius, agressivitat i rebel·lia, entre d'altres.

- Problemes escolars i relacionats amb l'aprenentatge: trastorn per dèficit d'atenció (TDA), que a vegades pot anar lligada amb hiperactivitat (TDAH)

## Problemes de trastorn a l'adolescència
Els trastorns més comuns entre els adolescents poden dividir-se també en aquestes dues categories:
- Problemes emocionals i del comportament: trastorns de l'ànim, trastorns de conducta alimentoses: anorèxia i bulímia, crisi de l'adolescència (aïllament, agressivitat, rebel·lia, ansietat conflictiva amb relació a la identitat i l'orientació sexual) i els trastorns per substàncies com l'alcohol i/o les drogues.

- Problemes escolars i relacionats amb l'aprenentatge: trastorn del dèficit d'atenció (TDA), que a vegades pot anar lligada amb hiperactivitat (TDAH)

## Trastorns de conducta a l'adolescència[4]
El Trastorn de Conducta és una problemàtica evolutiva d'inici en etapes primerenques, que pren diverses conformacions al llarg de la infància i que a l'època adolescent pot concloure en un clímax on l'eclosió de forts patiments es barreja amb comportaments molt inadequats que tenen particular incidència en la comunitat educativa i en la vida acadèmica.
L'’adolescència és una etapa de crisi (etimològicament, canvi), de recapitulació del creixement infantil i d'assaig de judicis propis. La crisi adolescent no implica necessàriament tenir una patologia. El que es troba són adolescents que presenten un trasbals, amb pors a una nova situació alhora esperada i desconeguda i un procés de dol a diferents nivells: 
- Per la pèrdua d'un cos infantil
- Per l'aparició de la sexualitat adulta
- Per la pèrdua del món infantil
- Per la separació dels lligams familiars
- Per la vivència d'experiències d'autonomia
- Per la incertesa i el risc alhora de cercar i crear noves vinculacions que impliquen la por de quedar‐se enrere, de fracassar, de passar‐se i a la pèrdua de la protecció de l'adult.

Els adolescents amb Trastorns de Conducta participen d'un sentiment fruit de la sensació d'haver viscut la despossessió, la pèrdua d'alguna cosa o qualitat que no s'expliquen i que els porta a persistir en una conducta que podem interpretar com la manifestació silenciosa del dret de ser considerats i ajudats a sobreposar‐se del seu fracàs relacional.
El Trastorn de Conducta és la manifestació d'un dol que no conclou, que no té fi perquè l'adolescent no troba l'expressió que justifica el sentiment de desheretat o d'errant. Quan el noi o la noia reconeixen aquest sentiment, i s'explica la raó de tot plegat, el Trastorn de Conducta es pot dissoldre. Quan l'elaboració no és possible, a la vida adulta ens podem trobar amb trastorns de personalitat, malaltia mental i activitats delictives.